# Route de l'Église
La route de l'Église est une artère importante de Québec.

## Situation et accès
Elle est située dans l'arrondissement de Sainte-Foy–Sillery–Cap-Rouge.

## Origine du nom
Elle porte ce nom en raison de la proximité de l’ancienne église Notre-Dame-de-Foy.

## Historique
La route de l'Église est ouverte aux environs de 1685 pour faire le lien entre le chemin de Sainte-Foy et le chemin Saint-Louis. Son nom lui est attribué vers 1720, après la construction de l'église Notre-Dame-de-Foy.
En 1996, l'hôtel de ville de Sainte-Foy y est bâti au numéro 1130. Au début des années 2010, cet axe se densifie au nord du boulevard Laurier et des édifices résidentiels s'y construisent. La bibliothèque Monique-Corriveau est inaugurée au numéro 1100 en 2014. Le 14 octobre 2015, la ville annonce le réaménagement de l'artère incluant entre autres son verdissement et l'ajout d'une piste cyclable. Les travaux sont prévus pour 2018. Ils débutent finalement en avril 2019.

## Bâtiments remarquables et lieux de mémoire
- Site patrimonial de la Visitation
- Gare d'autocars de Sainte-Foy
- Bibliothèque Monique-Corriveau
- Parc Roland-Beaudin
- Parc Saint-Louis-de-France
- Église Saint-Louis-de-France, détruite.

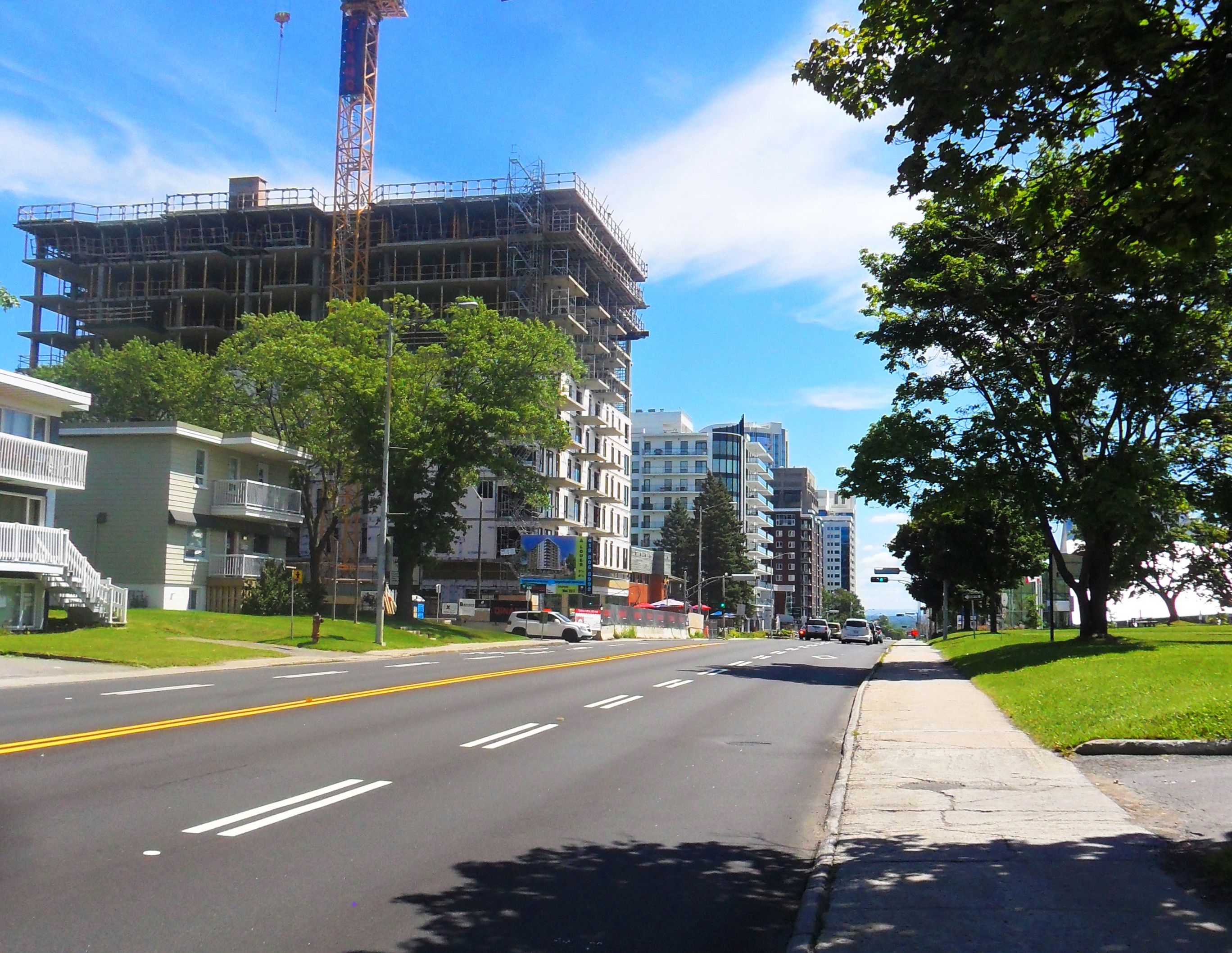
Vue vers le sud
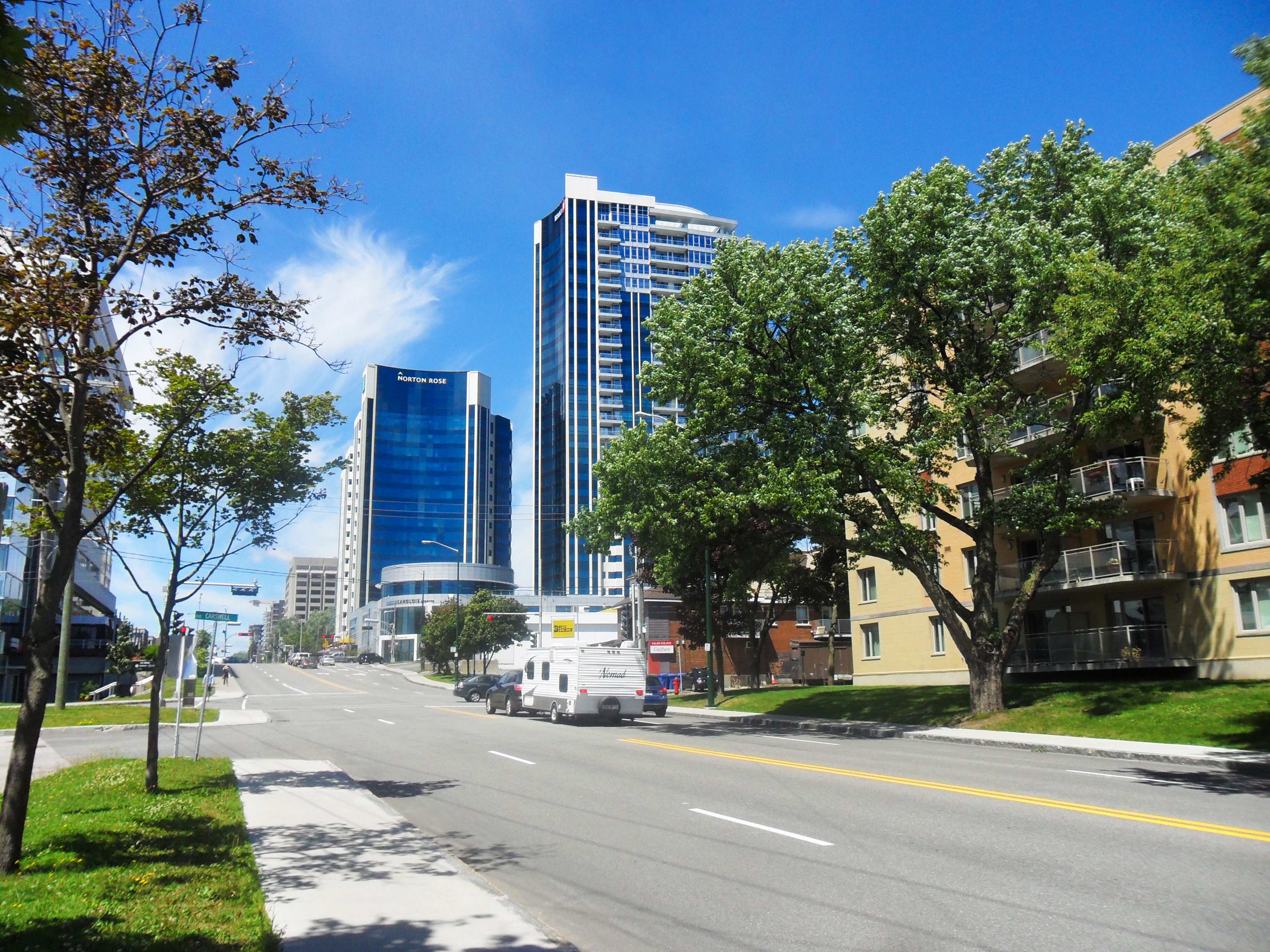
Vue vers le nord
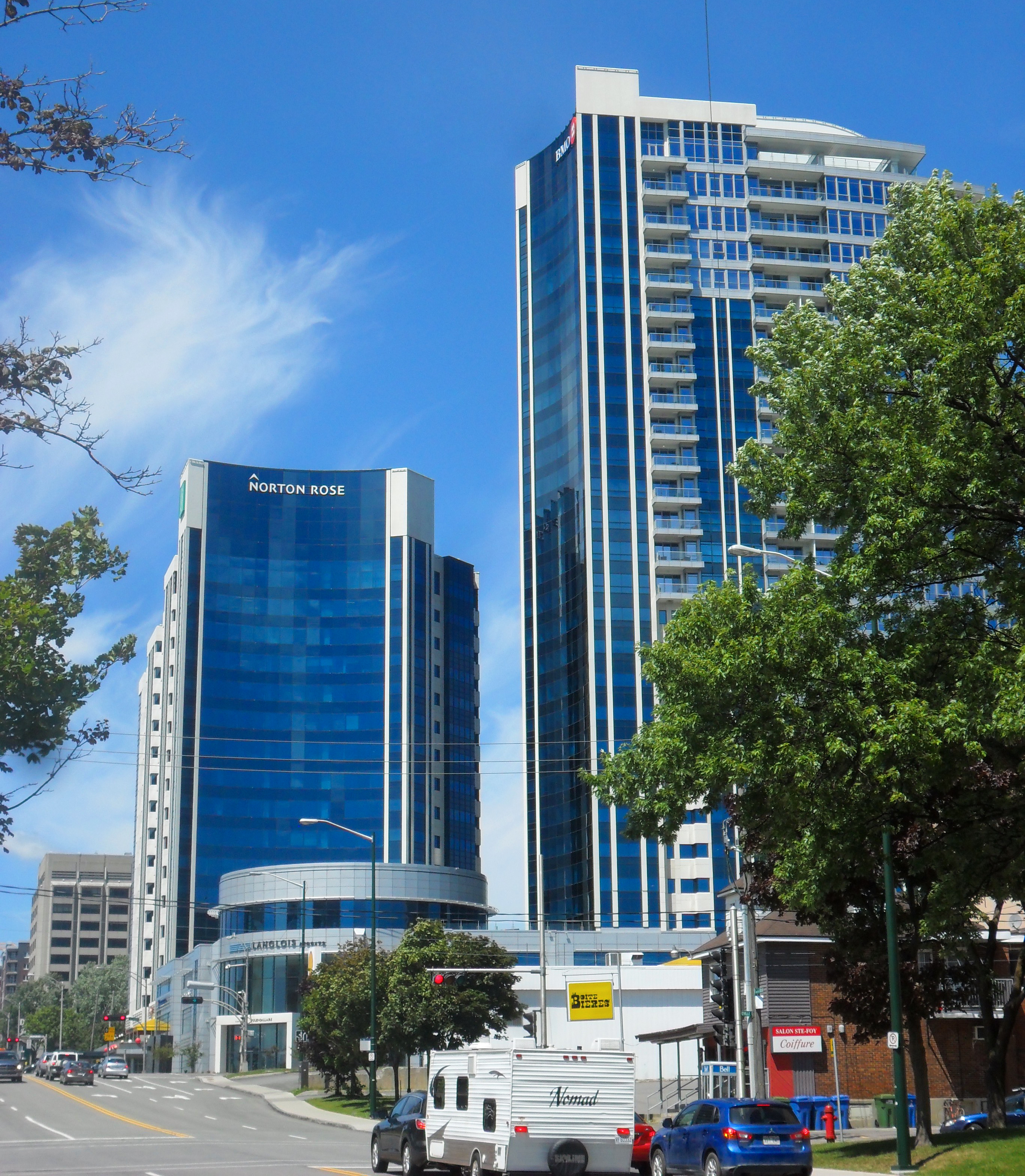
Complexe Jules-Dallaire